# نيوكاسل بريكرز
نيوكاسل بريكرز هو نادي كرة قدم أسترالي أٌسس عام 1991. يلعب النادي في الرابطة الوطنية لكرة القدم.